# 瑕州
瑕州，渤海国设置的州。
治所位於現今中華人民共和國吉林省桦甸市南苏密沟（或说治今梅河口市西南山城镇），當時也是為长岭府治所所在地。辽朝时被廢除。 